# Віровка
Ві́ровка (рос. Веровка, башк. Веровка) — село у складі Белебеївського району Башкортостану, Росія. Входить до складу Усень-Івановської сільської ради.
Населення — 357 осіб (2010; 359 в 2002).
Національний склад:
- росіяни — 70 %